# Долби Тиътър
Долби Тиътър (на английски: Dolby Theatre) e театър в американския град Лос Анджелис, построен главно за наградите „Оскар“ на Американската филмова академия. При построяването си е наречен Кодак Тиътър поради откупените права върху името от компанията Йистмън Кодак. След фалита на компанията през февруари 2012 година, тя загубва права върху името и на 1 май 2012 правата за името са откупени за 20 години от компанията Долби. Сградата се намира в северозападната част на Холивуд, на четири пресечки е от началото на Алеята на Славата и на половин миля от Холивудския открит амфитеатър Холивуд Боул (Hollywood Bowl). Dolby Theatre е модерна сграда, съчетаваща много функции: увеселителни, търговски, културни и е посещавана туристическа атракция.

## Сградата
Кинотеатърът е построен на мястото на голям градски паркинг и бивш универсален магазин и служебни канцеларии, непосредствено до Чайнийз Тиътър (Китайският кинотеатър – Chinese Theater) и пред бившия хотел „Холидей Ин – Холивуд“ – днес „Ренесанс – Холивуд енд Хайленд Хотел“.

### Проект
Сградата е проектирана за функциониращ кинотеатър/концертна зала в търговския комплекс „Холивуд-Хайленд“. Проектът е възложен на архитектурната фирма на Дейвид Рокуел след специален конкурс. Идеята на архитекта е изцяло подчинена на функциите, свързани с наградата Оскар – външните коридори, тераси и фоайета са тематично свързани и разказват историята на киното в Холивуд. Причината фирмата предприемач да избере Рокуел е (според твърдения на специалисти), че той винаги придавал нещо „магическо“ на проектираното от него пространство.
| „          | Комплексът, от който Долби Тиътър е основна част, е „глътка свеж въздух“ в иначе разпадащия се център на Холивуд. Освен това той е и генератор на нови амбиции, идеи, инициативи и обещава по-добро бъдеще на града... | “ |
| Рик Лаймън | |   |

### Критици на проекта
От друга страна, критици на проекта твърдят, че Холивуд е в състояние на упадък и не е дори сянка от своето славно минало, така че трябва да се търси по-добър терен за големи премиери, сградата е твърде малка и няма необходимата акустика за премиери на филми или оперни представления, макар такива да се организират.
| „                                         | ...някои организатори на концерти са изтеглили ангажиментите си там, което кара директора на 76-годишния „Шрайн Одиториъм“ да предсказва, че Академията може да се измъкне от 20-годишния си договор и да се върне в залата на „Шрайн“ с нейните 6300 места. | “ |
| Ник Мадиган, вНю Йорк Таимз, 25 март 2002 | |   |

### Особени детайли
- Пана от „златна“ стъкломозайка придават тържественост на парадния вход.
- Върху колоните на парадния вход и стълбище са монтирани осветени ленти от плексиглас, имитиращи целулоидната кинолента. На тези платна са изписани годините на наградите Оскар.
- Между три метални ленти са вградени също метални букви, изписващи имената на наградените филми като има оставени места за новите лауреати на 21 век.
- Пътеки с цитати от изказвания на актьори или известни филми, водят посетителите към „Вавилонския двор“,[9]
- Вавилонският двор е място за среща на миналото с авангардните идеи на Холивуд, а така също на младежи и туристи, търсещи „купона“ или очарованието на Холивуд.
- дворът е „реплика с търговска функция“ на елементи от легендарния филмов декор от филма на нямото кино „Нетърпимост“ на режисьора Д. У. Грифит, построен недалеч оттук през 1915 – 16.[10]
- На повече от 20 метра височина от нивото на терена, възседнали богато декорирани колони, се издигат 3 фигури на слонове в екзотични костюми.
- Огромна арка в североизточния край гледа към планината Кауенга и обрамчва надписа Холивуд.
- В типичния за Холивуд стил, сградата има много лица/декори според случая фасадата приема съвършено различен облик: сменят се растения, слагат се външни завеси, поставят се временни трибуни, инсталират се видео-екрани и др.

- Ескалаторите от паркинга към горните нива са пронизани от колона от разнообразни по форма и материал огледала.
- Над средата на тази висяща колона е закачен истински роял и стол за пианиста.
- По естествен начин стълбищата и коридорите водят също и към Чайнийз Тиътър.
- Материалите използвани в строежа са обикновени, като изключим стъкломозайката.
- Не са използвани мрамори, гранити или скъпи метали.
- Сградата не е нещо изключително, ако не се смята церемонията, която я прави специална.
- Системите за сигурност са стандартни по американския строителен правилник.
- Алармената инсталация при пожар автоматично спуска метални врати и затваря гаражите, за да се избегне задръстване с коли на улиците

### Собственик на театъра
Долби Тиътър е собственост на инвестиционната компания Си-Ай-Ем груп (CIM Group), която е водеща инвестиционна компания за недвижими имоти със седалище в Лос Анджелис с капитал повече от 4,5 милиарда долара в имоти и пари (2008). Академията за филмови изкуства има 20-годишен контракт с кинотеатъра да го наема за шест седмици около годишната церемония по награждаването с Оскарите.

### Съседи
В съседство с Долби Тиътър се намират кинотеатри и символи на филмовата история на Холивуд. Срещу него е сградата на Ел Капитан, построена в стил арт-деко и обявена за архитектурен защитен обект. До Долби Тиътър е сградата на Китайския театър на Грауман, в преддверието на който са оставили отпечатъците си в цимент много известни звезди от големия екран. На запад се намира сградата в която се е извършило опелото на Дъглас Фербанкс. На югозападния ъгъл срещу Долби Тиътър е Рузвелт Хотел, където се е състояла първата церемония за връчване на наградите на 16 май през 1929 година. И тогава, както и днес не е имало билети за свободна продажба, но местата са били разпределени между 250 специално поканени за целта знаменитости.

## Транспорт
Лос Анджелис не се слави с добър градски транспорт, но в това отношение Долби Тиътър е изключение. Под театъра и търговския комплекс преминава червената линия, а по Холивуд булевард (Hollywood blvd.) и Хайленд булевард (Highland blvd.) се движат някои автобуси на градския транспорт. Най-удобен превоз дотам е метрото, следвано от личния автомобил, за която цел Долби Тиътър разполага с подземен гараж за 3 хиляди автомобили и в околността се намират още 9 – 10 паркинга с капацитет 7 – 8 хиляди автомобила.

## Събития
Изпълнителите, изявили се на сцената на Долби Тиътър, включват Айън Андерсън, Арменчик, Бери Менилоу, Ванила Айс, Дикси Чикс, Дейвид Гилмор, Елвис Костело, Кристина Агилера, Марая Кери, Принс, Селин Дион, Френки Вели и Фор Сийзънс („Четирите сезона“), както и мюзикъли на Бродуей, танцови спектакли, симфонични концерти и оперни представления. На 11 май 2006 на сцената на Долби Тиътър дебютира и нашият вокал Красимир Аврамов в спектакъла си „Попера“.

## Други известни събития
- награждаването на Том Ханкс от Американския Филмов Институт, Ей-Еф-Ай с премия за цялостното му творчество
- годишните награди ЕСПИ за спортна дейност и отличие
- наградите на Би-И-Ти, Блек Ентъртейнмънт Телъвижън – канал за афроамерикански забавни предавания (Black Entertainment Television / Awards).
- провеждат се финалите на Америкън Айдъл Американски Идол.
- През април 2006, Долби Тиътър бе домакин на 33-тите награди Дневни Еми (Дейтайм Еми Ауордз)
- На 15 юни 2007 г. – 34-тите награди Еми.
- През 2006, Нинтендо – Nintendo стартира оттам най-новата си конзола за електронни игри Wii преди началото на E3. Нинтендо отново се възползва от публичността на Долби Тиътър за пресконференцията в подготовка за E3.
- На 16 ноември 2006[16] компанията за елегантно бельо, дамски аксесоари и мода Victoria's Secret.
- На 15 ноември 2007[17] Victoria's Secret представиха сезонните си модни колекции с блестящи и широко отразени в популярните медии ревюта. Тези ревюта преместиха традиционната си сцена от Ню Йорк в Ел Ей.
- Кинотеатърът е бил домакин и на Мис Америка през 2004 и 2007.

## „Циркът на Слънцето“
От 2010 година в Долби Тиътър изнася представления Канадската циркова трупа Сирк дю Солей (фр. Цирк на Слънцето – Cirque du Soleil) и по предварителни договори спектаклите ще продължат 10 години с 6-седмична ваканция по време на церемониите по награждаването с Оскарите през февруари или март. Конкуренцията на Долби Тиътър от новопостроените в центъра на града и също така върху транспортен възел зали на Стейпълс и Нокия, както и критики по отношение на акустичните качества на салона принуждава собствениците да търсят по-дългосрочни ангажименти. На 20 ноември 2006 г. кметът на Лос Анджелес, Антонио Вийарайгоса и основателят на трупата, Гай Лалиберт, заедно с популярния герой на трупата Невинникът (виж бел.пр.)(Ди Инасънт) обявиха идването на „слънцето“ в Долби Тиътър. Дебютът на „Сирк дю Солей“ тук ще е с кино-тема и се предвижда милиони посетители да видят спектакъла. За цирка на слънцето се приготвят специални приспособления и се инсталират системи за изпълнение на сложни смени на декорите и арената. Сцената на тази трупа е почти винаги многомилионен обект и сега само поправките по сцената ще струват $60 млн. а разработките и проектите ще са допълнително $40 – 45 млн. От 3400-те места циркът ще може да използва само 2000 – 2500, поради размера на сценичните промени. Билетите по предварителни преценки ще са от порядъка на $85-$95 за спектакъл; за сравнение – циркът събира по $120 на зрител в Лас Вегас.

## Галерия
- Нощни снимки от Долби Тиътър
- Вавилонската арка
- Белият слон в анфас
- Висящото пиано
- Пътят към Холивуд
- Коридорът на славата в полунощ
- Магазините до кинотеатъра
- Кой ще вземе Оскара?
- „Моята прекрасна лейди“ – 1964